# Moore Haven
Moore Haven ist eine Stadt und zudem der County Seat des Glades County im US-Bundesstaat Florida. Das U.S. Census Bureau hat bei der Volkszählung 2020 eine Einwohnerzahl von 1.566 ermittelt.

## Geographie
Moore Haven liegt am Caloosahatchee River und rund 10 Kilometer westlich des Lake Okeechobee im Südosten des Countys. Miami liegt etwa 170 Kilometer, Tampa und Orlando liegen etwa 230 Kilometer entfernt.

## Geschichte
1918 erbaute die Atlantic Coast Line Railroad (ACL) eine Bahnstrecke von Sebring nach Moore Haven. Eine weitere Strecke wurde 1921 von der Moore Haven and Clewiston Railway von Moore Haven nach Clewiston erbaut, die 1944 an die ACL verkauft wurde.

## Demographische Daten
Laut der Volkszählung 2010 verteilten sich die damaligen 1680 Einwohner auf 832 Haushalte. Die Bevölkerungsdichte lag bei 600 Einw./km². 61,2 % der Bevölkerung bezeichneten sich als Weiße, 24,8 % als Afroamerikaner und 0,4 % als Asian Americans. 11,4 % gaben die Angehörigkeit zu einer anderen Ethnie und 2,1 % zu mehreren Ethnien an. 35,6 % der Bevölkerung bestand aus Hispanics oder Latinos.
Im Jahr 2010 lebten in 36,2 % aller Haushalte Kinder unter 18 Jahren sowie 30,8 % aller Haushalte Personen mit mindestens 65 Jahren. 66,6 % der Haushalte waren Familienhaushalte (bestehend aus verheirateten Paaren mit oder ohne Nachkommen bzw. einem Elternteil mit Nachkomme). Die durchschnittliche Größe eines Haushalts lag bei 2,74 Personen und die durchschnittliche Familiengröße bei 3,24 Personen.
27,4 % der Bevölkerung waren jünger als 20 Jahre, 27,1 % waren 20 bis 39 Jahre alt, 23,1 % waren 40 bis 59 Jahre alt und 22,5 % waren mindestens 60 Jahre alt. Das mittlere Alter betrug 37 Jahre. 52,3 % der Bevölkerung waren männlich und 47,7 % weiblich.
Das durchschnittliche Jahreseinkommen lag bei 32.159 $, dabei lebten 33,6 % der Bevölkerung unter der Armutsgrenze.
Im Jahr 2000 war Englisch die Muttersprache von 73,19 % der Bevölkerung und spanisch sprachen 26,81 %.

## Sehenswürdigkeiten
Der Moore Haven Downtown Historic District und der Moore Haven Residential Historic District sind im National Register of Historic Places gelistet.

## Verkehr
Moore Haven wird vom U.S. Highway 27 (SR 25) durchkreuzt. Außerdem führt eine Bahnstrecke durch die Stadt, die dem Güterverkehr dient.